# Fotis Zisimopoulos
Fotis Zisimopoulos (Agrinion, 11 december 1982) is een Griekse ultraloper. Hij won de Spartathlon vier opeenvolgende jaren namelijk in 2021, 2022, 2023 en 2024.
Zisimopoulos is politieagent van beroep en heeft twee kinderen.
Hij won ook de "Metsovo ultra ursa trail 100 km" in 2020, met een totale tijd van 10 uur en 28 minuten en behaalde de derde plaats in het "Trans Gran Canaria wedstrijd 130 km" in 2021 met een tijd van 14 uur en 19 minuten.

## Spartathlon
In september 2021 won hij de 39e Spartathlon, een race van 246 kilometer van Athene naar Sparta, met een eindtijd van 21 uur, 57 minuten en 37 seconden en werd hij de tweede Griek, na Yiannis Kouros, die de afstand in minder dan 22 uur aflegde.
Tijdens de 40e editie van de Spartathlon in 2022 voltooide de 40-jarige ultramarathonloper zijn race in 21 uur en 48 seconden en claimde daarmee voor het tweede jaar op rij de overwinning. De Griekse kampioen legde ongeveer zeven kilometer meer af vanwege de verkeerde indicatie die hem kort voor Megara werd gegeven. Hij arriveerde op zaterdag 1 oktober om 3:45:59 bij het standbeeld van Leonidas. In 2023 brak hij in de Spartathlon het parcoursrecord van Yiannis Kouros uit 1984 met een tijd van 19:55:09.